# Urban Mining

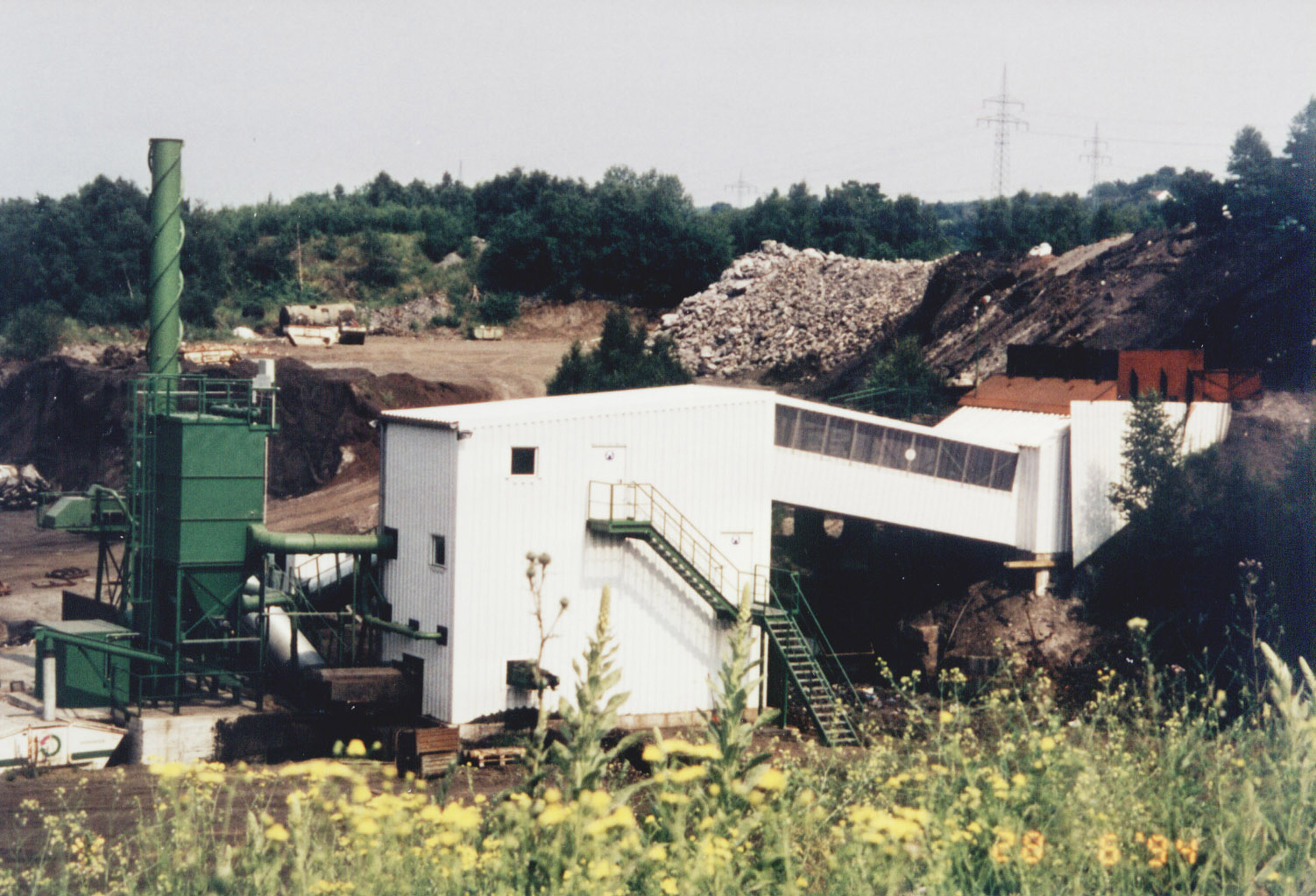
Aufbereitungsanlage für mineralische Abfälle

Urban Mining (englisch für Bergbau im städtischen Bereich) bzw. Stadtschürfung befasst sich mit der Tatsache, dass die Urbanisierung (Städte, Infrastrukturen) riesige Rohstoff-Lagerstätten erzeugte und erzeugt. Der Begriff wurde in den 1980er Jahren von Professor Hideo Nanjyo vom Forschungsinstitut für Mineralaufbereitung und Metallurgie an der Universität Tohoku, Japan, geprägt und die Idee hat im 21. Jahrhundert in Japan (und in anderen Teilen Asiens) große Verbreitung gefunden.
Urban Mining umfasst die Identifizierung und Qualifizierung dieser anthropogenen Lagerstätten, die Quantifizierung der darin enthaltenen Sekundärrohstoffe, Wirtschaftlichkeitsberechnungen vor dem Hintergrund der zur Verfügung stehenden technischen Rückgewinnungsvarianten und den derzeit erzielbaren und zukünftig prognostizierten Erlösen, die wirtschaftliche Aufbereitung und Wiedergewinnung der identifizierten Wertstoffe sowie die integrale Bewirtschaftung anthropogener Lagerstätten.
Hierbei wird der Mensch nicht nur als Verbraucher, sondern auch als Produzent wertvoller Ressourcen betrachtet. Im Gegensatz zur Abfallwirtschaft werden weniger die tagesaktuellen Stoffströme, sondern die in langlebigen Erzeugnissen oder auch Deponien gebundenen Stoffmengen betrachtet. Dabei ist es zunächst unerheblich, ob die Nutzungsdauer oder das Recycling dessen bereits begonnen hat.

Die Wertschöpfungskette beim Urban Mining

Typisches Beispiel ist potentieller Bauschutt, aus dem je nach Bauweise und Zusammensetzung Material für gleiche oder andere Bauzwecke entstehen kann. Ein Teilbereich des Urban Mining ist das Landfill Mining, also der Abbau alter Deponien bzw. Müllhalden. Die Phosphorrückgewinnung aus Klärschlamm ist ein Beispiel für die mit urban mining verbundene Nachhaltigkeit, denn Phosphor, der vor allem für Düngemittel verwendet wird, ist ein bergmännisch gewonnener, endlicher Rohstoff.
Urban mining kann einen Beitrag zur Unabhängigkeit von Rohstoffimporten leisten und damit auch nationale Standards des Umweltschutzes bei der Rohstoffgewinnung sichern.

## Differenzierung urbaner Minen

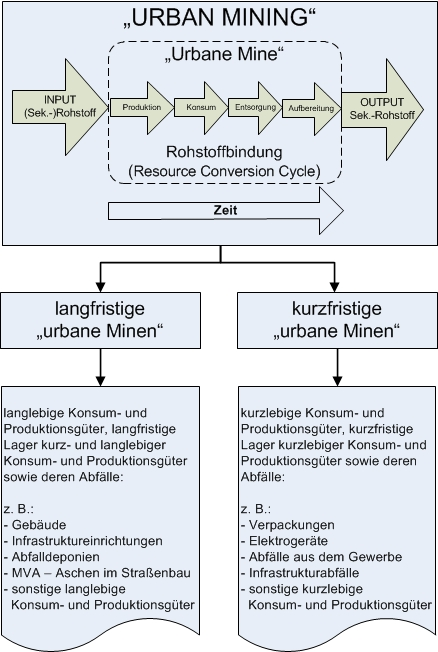
Je nach Verwendungszeitraum lassen sich die verschiedenen Lager in lang- und kurzfristige urbane Minen unterscheiden.

Das relevante Unterscheidungsmerkmal bei der Betrachtung urbaner Minen ist – im Sinne einer Lebenszyklusbetrachtung – der Zeitraum der Freisetzung der Ressourcen, also der Zeitraum, in dem die in Konsum- und Produktionsgütern verwendeten Rohstoffe zeitlich gebunden sind (Resource Conversion Cycle).
Jede der vier Lagerstätten einer „urbanen Mine“ – Produktion, Konsum, Entsorgung und Aufbereitung – hat dabei einen Einfluss auf die integrale Rohstoffbewirtschaftung im Sinne des Urban Minings sowie die Freisetzung der Ressourcen: Angefangen bei einem der Produktion vorausgehenden recyclingfreundlichen Produktdesign (beispielsweise Cradle to Cradle), über die Schaffung neuer Konsumstrategien (wie beispielsweise dem Leasing), um Rohstoffe direkt zu sichern, der Schaffung effizienter industrieller Rücknahme- und haushaltsnaher Entsorgungssysteme (beispielsweise Abfalltrennung und Rücknahmesysteme) bis hin zur Entwicklung effizienter Aufbereitungs-, mit denen eine qualitativ und quantitativ hochwertige Rohstoffrückgewinnung sichergestellt werden kann sowie Wiederverwendungsstrategien. Je nach Bindungszeitraum der Ressourcen lassen sich die verschiedenen Minen in lang- und kurzfristige „urbane Minen“ einteilen.
Deutliche Unterschiede ergeben sich für die verschiedenen Minen darüber hinaus noch im Grad der Wertstoffdichte, dem erforderlichen Aufwand zur Aufbereitung für die Nutzung der Sekundärrohstoffe (werkstofflich, rohstofflich, energetisch), dem Grad der Wertminderung durch die vorangegangene Konsumtion sowie die jeweils erzielbaren Erlöse.

## Nutzen von Urban Mining
Urban Mining ist eine kreislaufwirtschaftliche Strategie, die ökonomische Vorteile eng mit ökologischen Vorteilen verzahnt.
Urban Mining verringert die Abhängigkeit von steigenden Rohstoffpreisen und von Importen. Entsorgungsunternehmen ersparen der deutschen Volkswirtschaft durch das Recycling schon heute einige Milliarden Euro. Im Fall von Kupfer wurden Schätzungen zufolge 2009 weltweit ca. 300 Millionen Tonnen genutzt. Die Reserven an Kupfer lagen bei 490 Millionen Tonnen. Somit sind jene Bestände, die in Infrastruktur, Bauwerken und mittellanglebigen Produkten enthalten sind, den natürlichen Reserven massenmäßig ebenbürtig. Helmut Rechberger geht davon aus, dass dieses Verhältnis bei einer Vielzahl anderer Rohstoffe ähnlich ist.
Urban Mining mindert die Umweltbelastungen. Das Recycling unterschiedlicher Abfälle sparte seit 1990 über 50 Millionen Tonnen Kohlendioxid ein, rund ein Viertel dessen, was ganz Deutschland insgesamt seither an Treibhausgasen eingespart hat. Der intelligente Umgang mit Rohstoffen ermöglicht auch Menschen in weniger entwickelten Regionen der Welt, den Lebensstandard nachhaltig zu verbessern.
Weltweit wohnen erstmals in der Geschichte mehr Menschen in der Stadt als auf dem Land. Aller Voraussicht nach werden in 25 Jahren sogar zwei Drittel der Weltbevölkerung in Städten leben. Wo die Einkommensunterschiede zwischen Stadt und Land hoch sind, wachsen die Städte rasant. Dies gilt vor allem für Entwicklungs- und Schwellenländer. Insbesondere in den Bereichen Luft-, Wasser- und Bodenreinhaltung sind hohe Investitionen zu erwarten. Den Investitionsbedarf in die Infrastruktur der weltweiten Ballungszentren beziffern Experten bis 2030 auf geschätzte 40 Billionen Dollar.

## Ausschleusen von Gefahrstoffen
Im Rahmen von Baumaßnahmen im Gebäudebestand lassen sich mineralische Baustoffe wie Kies, Sand, Gips, Zement, Beton und Ziegel bergen. Allerdings haben Schadstoffe in früher eingebrachten Baustoffen (z. B. Asbest, Polychlorierte Biphenyle, Künstliche Mineralfasern) und bauchemischen Produkten (z. B. asbesthaltige Spachtelmassen und Fliesenkleber), aber auch nutzungsbedingte Kontamination vor allem in Gewerbe- und Industriebauten, Auswirkungen auf die Wiedernutzbarmachung. Im Sinne einer guten Vermarktungsfähigkeit müssen sekundäre Baustoffe schadstofffrei sein. Es bedarf deshalb fachgerechter Schadstofferkundungen, um schadstoffhaltige Fraktionen bei Baumaßnahmen auszuschleusen, als gefährliche Abfälle zu beseitigen und damit eine Anreicherung von Gefahrstoffen in Rezyklaten zu vermeiden. Darauf hat die Gesetzgebung reagiert und zunächst die Verordnungsermächtigung des Chemikaliengesetzes erweitert. Hier finden sich inzwischen Informations- und Mitwirkungspflichten des Auftraggebers von Tätigkeiten an Bauwerken oder Erzeugnissen über darin enthaltene Gefahrstoffe (Chemikaliengesetz § 19 Abs. 3, Nr. 16). Zur Erkundung und Bewertung von Asbest in baulichen und technischen Anlagen bei Bau- und Abbruchmaßnahmen hat der Verein Deutscher Ingenieure bereits eine Richtlinie erarbeitet.

## Fachkongress Urban Mining
Der erste Fachkongress Urban Mining fand erstmals am 25. März 2010 im Standort Iserlohn statt. Er war als branchenübergreifender Kongress mit internationaler Ausrichtung und renommierten Referenten geplant. 85 Vertreter aus Wirtschaft, Verbänden und Hochschulen hatten sich im Kongresszentrum der SASE versammelt, um sich wichtigen Zukunftsthemen zu widmen. Der Nachhaltigkeitsgesichtspunkt (Ökologie, Soziales, Ökonomie) stand im Fokus der Veranstaltung.
Inzwischen hat der Kongress im November 2015 zum 6. Mal stattgefunden und soll weiterhin jährlich stattfinden. Im Juni 2014 fand der Fachkongress erstmals in der Messe Essen zusammen mit der begleitenden Urban Mining Expo statt. Zudem wird seit 2011 auf dem Kongress der Urban Mining Award verliehen.

## Urban Mining Award

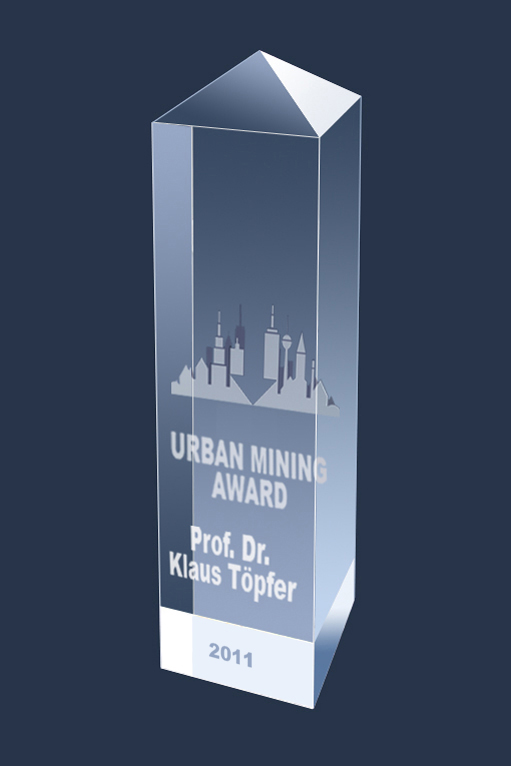
Der erste URBAN MINING Award, verliehen an Klaus Töpfer.

Der Urban Mining Award ist eine seit 2011 vergebene Auszeichnung für die Kreislauf- und Umweltwirtschaft. Der Award wird seither jährlich im Rahmen des Fachkongresses Urban Mining vom Urban Mining e. V. vergeben. Er zeichnet nach eigener Aussage besondere Verdienste und Leistungen für die Förderung und Umsetzung einer konsequenten Kreislaufwirtschaft aus. Darüber hinaus fördert der Urban Mining Award nachhaltige Ideen, Konzepte und Strategien für die Kreislauf- und Umweltwirtschaft. Bekannte Preisträger waren bisher unter anderem Klaus Töpfer (2011), Udo E. Simonis (2012), Ranga Yogeshwar (2012), Peter Baccini und Paul H. Brunner (2013), Martin Jänicke (2013), Martin Faulstich (2014), Eric Mayer (2014), Michael Braungart (2015) und Annette Hillebrandt (2015).

## Urban Mining e. V.
Der Urban Mining e. V. ist ein im März 2011 gegründeter, gemeinnütziger Verein mit Sitz in Essen. Der Verein ist unter anderem Ausrichter des jährlich stattfindenden Fachkongresses Urban Mining und des, im Rahmen dieser Veranstaltung, verliehenen Urban Mining Awards. Der Urban Mining e. V. fördert nach eigener Aussage nachhaltige Ideen, Konzepte und Strategien für die Kreislauf- und Umweltwirtschaft, die insbesondere dem Aspekt der Rohstoffrückgewinnung Rechnung tragen und den bewussten Umgang mit den natürlichen Ressourcen der Erde berücksichtigen. Weitere Ziele des Vereins sind die Schaffung von Aus- und Weiterbildungsmöglichkeiten im Hochschulbereich.
Der Urban Mining e. V. wurde 2013 von der Initiative Deutschland – Land der Ideen mit dem Preis „Ausgezeichneter Ort im Land der Ideen“ geehrt.

## Urban Mining Valley
Das Projekt Urban Mining Valley – damit ist das Ruhrgebiet gemeint – hat zum Ziel, Innovationen, Geschäftsgründungen und Entwicklung von Geschäftsmodellen rund um das Thema Urban Mining zu fördern. Das Projekt ist von einem Mitgründer und Vorstand des Urban Mining Vereins 2014 ins Leben gerufen worden. Die Assoziation zum Silicon Valley ist gewollt. Wie die Computer-Technologie in dem sogenannten 5. Kondratjew-Zyklus der Innovationstreiber war, so sollen dies im 6. Kondratjew-Zyklus Innovationen im Rohstoff- und Umweltbereich sein. Weiteres Ziel des Projektes ist, durch Crowdsourcing und Open Innovation eine breite Zahl von Ideengebern, Innovatoren und Investoren zu gewinnen.